# ヒューフ
ヒューフ（英: Hufu）とは、味と食感を実現可能な限り人肉に似せたという豆腐加工品である。

## 概要
「人肉嗜食を止めたい人食い人種の方のための」「人肉の代用品」として喧伝されているとともに、人肉嗜食の研究をしている人類学の学生のための製品だとしている。
しかし、この製品が実際にどの程度人肉に似ているのか、また、どこまでが単なる宣伝行為で、どこまでがインターネットのいたずらサイトだったManBeef.comの類のインターネットジョークであるのかは、まだよく分かっていない。
当初この商品は"Hofu"という名を付ける予定であったが、名前を議論していたところに偶然居合わせたミラ・ジョヴォヴィッチによって "Hofu"では"Cock"(男性器を意味するスラング)と聞こえるため、"Hufu"にしてはどうかと提案されたとされる。
ヒューフLLCのCEO、マーク・ニコルズは、トーファーキーのサンドイッチを食べながら、人類学者マービン・ハリスの著した「Good To Eat: 食文化の謎」を読んでいるときに、この着想を得たと告白している。
「デイリー・ショー」のサマンサ・ビーがニコルスをインタビューしたことがある。このインタビューの中で、ニコルスは次のように述べている :
「ヒューフ製品を食べる喜びの多くは、あたかも人肉を食べているところを想像できるところです。その瞬間、人食い人種の仲間になれるのです。もし、人肉嗜食の経験に本当に可能な限り近づきたいのであれば、ヒューフが最良の選択です。」